# Adrien Silva
Adrien Sébastien Perruchet Silva (Angulema, Francia, 15 de marzo de 1989), conocido simplemente como Adrien Silva, es un futbolista portugués. Juega de centrocampista y su equipo es el United F. C. de la División 1 de EAU.

## Biografía
De padre portugués y madre francesa, se formó en las categorías inferiores del Sporting de Portugal. El 17 de agosto de 2007 debuta con la primera plantilla del club en un partido contra el Académica de Coimbra (4-1). Esa temporada disputó un total de 7 partidos de liga.
Debutó en la Liga de Campeones de la UEFA el 12 de diciembre contra el Dinamo de Kiev en la liguilla, en la que finalmente el equipo portugués quedó tercero y el resto de la temporada participa en la Copa de la UEFA. Esa misma temporada su equipo se proclama campeón de la Copa de Portugal. Participó en la primera edición de la Taça da Liga, llegando a la final, aunque finalmente el trofeo se lo llevó el Vitória Futebol Clube. 
En verano de 2008 ganó la Supercopa de Portugal.

### Traspaso al Leicester
El acuerdo entre las entidades, de unos 28 millones de euros, entró en el Transfer Matching System (TMS) de la FIFA 14 segundos más tarde del 31 de agosto, fecha en la que finalizaba el mercado de fichajes. De esta manera Adrien Silva no podría jugar para los ‘foxes’ hasta ese invierno.
La FIFA rechazó la petición de la Federación inglesa de fútbol (FA) de que homologara la transferencia de Adrien Silva del Sporting de Portugal al Leicester, registrada 14 segundos después de que se cerrara oficialmente el mercado de fichajes de la Premier League.

## Selección nacional
Debutó con la selección el 18 de noviembre de 2014, donde ha disputado solo 5 partidos con el dorsal número 23 a la espalda. También ha jugado con las selecciones juveniles de Portugal. Ha debutado con la selección absoluta, así que ya no puede ser convocado con Francia, ya que tenía doble nacionalidad.
El 17 de mayo de 2018 el seleccionador Fernando Santos lo incluyó en la lista de 23 para el Mundial.

### Participaciones en Eurocopas
| Copa          | Sede    | Resultado |
| ------------- | ------- | --------- |
| Eurocopa 2016 | Francia | Campeón   |

### Participaciones en Copas del Mundo
| Mundial           | Sede  | Resultado        | Partidos | Goles |
| Copa Mundial 2018 | Rusia | Octavos de final | 3        | 0     |

## Clubes
| Club                          | País                   | Año       |
| ----------------------------- | ---------------------- | --------- |
| Sporting C. P.                | Portugal               | 2007-2017 |
| Maccabi Haifa F. C. (cedido)  | Israel                 | 2010      |
| Académica de Coimbra (cedido) | Portugal               | 2011-2012 |
| Leicester City F. C.          | Inglaterra             | 2018-2020 |
| A. S. Monaco F. C. (cedido)   | Francia                | 2019      |
| A. S. Monaco F. C. (cedido)   | Francia                | 2019-2020 |
| U. C. Sampdoria               | Italia                 | 2020-2022 |
| Al-Wahda                      | Emiratos Árabes Unidos | 2022-2023 |
| Rio Ave F. C.                 | Portugal               | 2024      |
| United F. C.                  | Emiratos Árabes Unidos | 2024-     |

## Palmarés

### Campeonatos nacionales
| Título                | Club                 | País     | Año  |
| --------------------- | -------------------- | -------- | ---- |
| Copa de Portugal      | Sporting C. P.       | Portugal | 2007 |
| Copa de Portugal      | Sporting C. P.       | Portugal | 2008 |
| Supercopa de Portugal | Sporting C. P.       | Portugal | 2008 |
| Copa de Portugal      | Académica de Coimbra | Portugal | 2012 |
| Copa de Portugal      | Sporting C. P.       | Portugal | 2015 |
| Supercopa de Portugal | Sporting C. P.       | Portugal | 2015 |

### Campeonatos internacionales
| Título   | Club (*)              | País    | Año  |
| -------- | --------------------- | ------- | ---- |
| Eurocopa | Selección de Portugal | Francia | 2016 |

(*) Incluyendo la selección.